# Regina Podstanická
 (août 2024).
Regina Podstanická (née le 25 mars 1928 à Látky et décédée le 20 novembre 2000 à Žilina) est une astronome slovaque.